# 沼田郡
沼田郡（日语：／ Numata gun */?）是過去屬於安藝國的郡。已於1898年10月1日與高宮郡合併為安佐郡；過去的轄區現在皆已併入廣島市，大部分位於安佐北區和安佐南區。
郡名「沼田」指的是「沼澤地｣，認為在古代此區應屬於沼澤地。

## 歷史

### 年表
- 1664年：由佐東郡改名為沼田郡。
- 1889年4月1日：實施町村制，沼田郡下轄：小河內村、川內村、祇園村、久地村、伴村、戶山村、長束村、西原村、日浦村、東原村、三篠村、綠井村、八木村、安村、山本村。（15村）
- 1898年10月1日：高宮郡和沼田郡合併為安佐郡。